# Croc-Blanc et les Chercheurs d'or
Pour plus de détails, voir Fiche technique et Distribution.
Croc-Blanc et les Chercheurs d'or (La spacconata) est un film italien réalisé par Alfonso Brescia et sorti en 1975. Il s'agit du premier des deux films de Brescia inspiré par le roman Croc-Blanc de Jack London. Il est suivi par Croc-Blanc et le Chasseur solitaire.

## Synopsis
Sandy Shaw, son acolyte alcoolique Dollar et son chien Croc-Blanc accompagnent Connie et son fils à leur concession d'or, du nom de Nid d'Aigle. Mais le tyran local Barney Taft veut mettre la main sur la concession. Pour ce faire, il enlève le fils de Connie pendant que cette dernière est violée par ses hommes. Alors que Connie tombe enceinte, elle se lance à la poursuite de Taft. Sandy Shaw, d'abord peu motivé, va finalement accompagner Connie. Les deux vont bientôt tomber amoureux...

## Fiche technique
Sauf indication contraire, les informations mentionnées dans cette section peuvent être confirmées par la base de données cinématographiques IMDb,  présente dans la section « Liens externes ».
- Titre français : Croc-Blanc et les Chercheurs d'or[1]
- Titre original : La spacconata[2] (litt. « La Fanfaronnade »)
- Réalisateur : Alfonso Brescia
- Scénario : Piero Regnoli, Giuseppe Maggi d'après Jack London
- Photographie : Silvio Fraschetti
- Montage : Liliana Serra
- Musique : Alessandro Alessandroni
- Décors : Romeo Costantini
- Costumes : Mimmo Scavia (it)
- Trucages : Ada Morandi
- Production : Giuseppe Maggi
- Société de production : Pleiade Film
- Pays de production :  Italie
- Langue originale : italien
- Format : Couleurs par Telecolor - Son mono - 35 mm
- Durée : 98 minutes (1 h 38)
- Genre : Comédie d'aventure, western
- Dates de sortie :
  - Italie : 16 août 1975
  - France : 15 décembre 1976[1]

## Distribution
- Robert Woods : Sandy Shon
- Ignazio Spalla (sous le nom de Pedro Sanchez) : Dollaro
- Franco Lantieri : Donovan
- Gabriella Lepori : Connie
- Paolo Lena : Rick Shon
- Claudio Undari (sous le nom de « Robert Hundar ») : Barney Taft
- Jean-Pierre Clarain: Smitty, l'acolyte de Donovan
- Franco Calogero
- Renato Malavasi : Le commerçant
- Andrea Fantasia : sceriffo
- Amedeo Timpani : Sam, l'aubergiste
- Nello Pazzafini : Le joueur de poker